# Jean-Sébastien Oudin
 (décembre 2021).
 (décembre 2021).
 (décembre 2021).
La mise en forme du texte ne suit pas les recommandations de Wikipédia : il faut le « wikifier ».
Les points d'amélioration suivants sont les cas les plus fréquents. Le détail des points à revoir est peut-être précisé sur la page de discussion.
- Les titres sont pré-formatés par le logiciel. Ils ne sont ni en capitales, ni en gras.
- Le texte ne doit pas être écrit en capitales (les noms de famille non plus), ni en gras, ni en italique, ni en « petit »…
- Le gras n'est utilisé que pour surligner le titre de l'article dans l'introduction, une seule fois.
- L'italique est rarement utilisé : mots en langue étrangère, titres d'œuvres, noms de bateaux, etc.
- Les citations ne sont pas en italique mais en corps de texte normal. Elles sont entourées par des guillemets français : « et ».
- Les listes à puces sont à éviter, des paragraphes rédigés étant largement préférés. Les tableaux sont à réserver à la présentation de données structurées (résultats, etc.).
- Les appels de note de bas de page (petits chiffres en exposant, introduits par l'outil «  Source ») sont à placer entre la fin de phrase et le point final[comme ça].
- Les liens internes (vers d'autres articles de Wikipédia) sont à choisir avec parcimonie. Créez des liens vers des articles approfondissant le sujet. Les termes génériques sans rapport avec le sujet sont à éviter, ainsi que les répétitions de liens vers un même terme.
- Les liens externes sont à placer uniquement dans une section « Liens externes », à la fin de l'article. Ces liens sont à choisir avec parcimonie suivant les règles définies. Si un lien sert de source à l'article, son insertion dans le texte est à faire par les notes de bas de page.
- La présentation des références doit suivre les conventions bibliographiques. Il est recommandé d'utiliser les modèles {{Ouvrage}}, {{Chapitre}}, {{Article}}, {{Lien web}} et/ou {{Bibliographie}}. Le mode d'édition visuel peut mettre en forme automatiquement les références.
- Insérer une infobox (cadre d'informations à droite) n'est pas obligatoire pour parachever la mise en page.

Pour une aide détaillée, merci de consulter Aide:Wikification.
Si vous pensez que ces points ont été résolus, vous pouvez retirer ce bandeau et améliorer la mise en forme d'un autre article.
Jean-Sébastien Oudin est un metteur en scène et comédien français né le 7 juin 1966 à Reims.

## Biographie
Il effectue sa formation musicale à l'école nationale de musique du Blanc-Mesnil et l'école nationale de musique de Montreuil où il étudie le violoncelle ; il intègre le Conservatoire à rayonnement régional de Reims ; il obtient la maîtrise de musicologie à l'université Sorbonne Paris IV. En parallèle, il se forme au théâtre en étudiant notamment auprès d’Ariane Mnouchkine, Claude Buchvald et Michèle Kokozowski.
Il fonde la compagnie, La Vache Angora, en 1994, où il travaille sur des textes contemporains. Après sa rencontre avec le comédien et metteur en scène  Cyril Ripoll en 2000, il fonde la compagnie Phrenesis. Il développe des projets de spectacles vivants mêlant théâtre et musique en collaboration avec le compositeur David Neerman. 
En 2001, en résidence de cinq ans à Montreuil (Seine-Saint-Denis), il découvre les techniques de l’audiovisuel et réalise plusieurs courts métrages et films documentaires : Navaja, Pierre de Lune, Le magazine de Magaline, Bel air en tête, Les aventures très ordinaires de Monsieur Subitout, etc. 
En 2006, à la suite de sa rencontre avec Christophe Mangou (compositeur, chef d’orchestre et soundpainter), il entre en qualité de violoncelliste et de metteur en scène dans l’ensemble Amalgammes et crée quatre pièces intitulées Babel 21, Drôle d’immeuble, C.C. et La petite gare. 
Il est membre de la société des auteurs et compositeurs dramatiques depuis 1997.
Il met en scène plusieurs spectacles dans des lieux tels que Théâtre Regina de Stockholm, le Stadsteater d’Uppsala, ou les scènes nationales d’Évreux, Albi, Fécamp. 
Il est metteur en scène pour les Compagnies « Frissons volants » et « Le Revers des Secrets »[réf. nécessaire]

## Principales mises en scène
- Mithridate,  poésies musicales théâtralisées sur une musique de Judith Pigot-Le Mauve, scénographie Hervé Fagnier,  1989
- Histoire de Concierge,  création d’un drame de cœur musical en trois actes en coécriture avec Jean Luc Vauquet,  musique David Neerman et Thomas Rannoux, scénographie Sylvie Sanchez et Yann Le Marchand, 1994
- Mademoiselle Julie d’August Strindberg, musique David Neerman, scénographie Sylvie Sanchez et Yann Le Marchand, 1995
- Fragments d’identités un jour de désarroi, création in situ, scénographie Sylvie Sanchez et Yann Le Marchand, 1996
- Lettre aux acteurs de Valère Novarina, scénographie Olivier Petit, 1996
- Shadow d’Edgar Allan Poe, musique David Neerman, scénographie Sylvie Sanchez et Yann Le Marchand, 1996
- Les ombres d’Ophélie,création  in situ, musique David Neerman, scénographie Sylvie Sanchez et Yann Le Marchand, 1997
- Pour un oui ou pour un non de Nathalie Sarraute, musique David Neerman, chorégraphe Kathleen Reynolds, scénographie Sylvie Sanchez et Yann Le Marchand, 1998
- La Princesse aux petites jambes poilues, création jeune public librement inspirée de Mademoiselle Julie de Strindberg, en coécriture avec Jean Luc Vauquet,  musique David Neerman, scénographie Sylvie Sanchez et Yann Le Marchand, 1998
- La plume dans la marmite, création in situ, scénographie Sylvie Sanchez et Yann Le Marchand, 1999
- Blanche-Neige et les sept névroses,  création  in situ, scénographie Sylvie Sanchez et Yann Le Marchand, 1999
- L’œillet aux pétales de braise, création en coécriture avec Jean Luc Vauquet, musique David Neerman, scénographie Sylvie Sanchez et Yann Le Marchand, 2000.
- Zoo de nuit, de Michel Azama, musique David Neerman, scénographie, Axel Benoit, 2002
- Face à bouche en main, création sans paroles in situ, musique David Neerman, scénographie Sylvie Sanchez et Yann Le Marchand, 2002
- La malédiction du parasol, de Anne-Cécile Brandenburger, scénographie et chorégraphie, Hélène Hoffmann, 2003
- Du soleil plein les oreilles, création jeune public en coécriture avec Cyril Ripoll, musique David Neerman, scénographie, Hélène Terrasse, 2005
- C.C., avec l’ensemble Amalgammes, dir. musicale Christophe Mangou, 2009
- C’est quoi ce monde où on vit ?, création jeune public, en coécriture avec Jean Luc Vauquet, musique David Neerman, scénographie, Hélène Terrasse, 2007
- La petite gare de Iouri Kazakov, avec l’ensemble Amalgammes dir. musicale Christophe Mangou, 2009
- Babel 21, création jeune public, musique Christophe Mangou, avec l’ensemble Amalgammes, 2009
- Drôle d’Immeuble de Jacques Prévert, drame musical en façade : musique Christophe Mangou, John Cuny, Frédéric Maurin et Eric Dambrin, avec l’ensemble Amalgammes, 2009
- Le Conte d'hiver, d'après William Shakespeare, 2014[3].